# José Oliver y Hurtado
José Oliver y Hurtado (Màlaga, 28 de juliol de 1827 - Madrid 31 d'octubre de 1887) fou un advocat i religiós andalús, Bisbe de Pamplona i Tudela de 1875 a 1886.

## Biografia
Es va llicenciar en dret a la Universitat de Madrid i durant alguns anys va exercir d'advocat i va publicar estudis sobre història antiga, gràcies als quals fou escollit acadèmic de la Reial Acadèmia de la Història en 1862. No es va ordenar sacerdot fins al 1862, i assolí fer de canonge, vicari general i provisor de l'arquebisbe de Granada.
El 1875 fou consagrat bisbe de Pamplona i Tudela, el primer després de la tercera guerra carlina. Durant el seu mandat va fundar el col·legi de San Francisco Javier en el seminari per als estudiants pobres. El 1881 va reorganitzar la diòcesi reduint les parròquies de 743 a 550, i convertí en patronat reial els tradicionals patronats populars. El 1879 va fer retornar els caputxins a Pamplona, el 1880 els franciscans a Olite i el 1884 els escolapis a Tafalla.
Va renunciar al càrrec per motius de salut el 24 de maig de 1886. Traslladat a Madrid, va morir el 31 d'octubre de 1887.

## Obres
- Demostración del sitio que ocupó la antigua ciudad de Munda (1860)
- Iliberri y Granada (Madrid 1870)
- Granada y sus monumentos árabes (Málaga 1875)